# Ibarra (Alava)
Pour les articles homonymes, voir Ibarra.
Ibarra est une commune ou contrée de la municipalité d'Aramaio dans la province d'Alava dans la Communauté autonome basque.
La commune compte 4 quartiers: Arraga, Eguzkierripa, Errotabarri et Salgo.

## Référence
1. ↑  Officiellement « Ibarra » Euskal Herriko leku 2012-07-25 (Site d'Euskaltzaindia ou Académie de la langue basque)